# 中村元明
中村元明（生年不詳—卒年不詳）是日本戰國時代的武將。毛利氏家臣。父親是中村信勝。

## 生平
生年不詳，家中次男。父親信勝是安藝武田氏家臣。自身亦仕於安藝武田氏，不過受毛利弘元勸誘，令對立的哥哥繁勝切腹，並歸屬於弘元，領有安藝國高田郡土師2百7十貫，居於土師的田屋城。永正4年（1507年），在弘元的嫡男興元跟隨大內義興上洛時，以側近身份跟從。在興元和其子幸松丸死後的大永3年（1523年），與福原廣俊、坂廣秀、渡邊勝、粟屋元秀、赤川元助（元保）、井上就在、井上元盛、赤川就秀、飯田元親、井上元貞、井上元吉、井上元兼、桂元澄、志道廣良等宿老一同發出連署狀（排行第二，以中村宮內少輔元明為署名），承認毛利元就繼承宗家。
卒年不詳。享年90歲。

## 子孫
嫡男就親繼任當主。次男元行在天文9年（1540年）的吉田郡山城之戰中奮戰。子孫中村武一是高田郡吉田町 (廣島縣)（合併可愛、鄉野、丹比等各村）初代町長。
菩提寺是淨土宗智水山深廣院清住寺（安藝高田市吉田町、廣島市中區本川町）。